# Martinmiguelia fernandezi
Martinmiguelia fernandezi è un mammifero notoungulato estinto, appartenente ai leontiniidi. Visse nell'Eocene medio (circa 48 - 42 milioni di anni fa) e i suoi resti fossili sono stati ritrovati in Sudamerica.

## Descrizione
Questo animale è noto per resti del cranio e della mandibola, ed è probabile che fosse abbastanza simile ai leontiniidi successivi e meglio conosciuti, come Scarrittia. Tuttavia, le dimensioni dovevano essere minori e dovrebbero essere state simili a quelle di una pecora. Martinmiguelia era caratterizzato da una formula dentaria piuttosto arcaica, con dentatura completa (tre incisivi, un canino, quattro premolari e tre molari) e dall'assenza di diastemi, eccezion fatta per piccoli spazi attorno ai canini di piccole dimensioni. Molari e premolari erano brachidonti (a corona bassa), una condizione primitiva per i leontiniidi. Gli incisivi superiori erano insoliti in quanto erano simili a canini e possedevano cingoli labiali, e il secondo incisivo superiore era più grande degli altri. 

## Classificazione
Martinmiguelia fernandezi venne descritto per la prima volta nel 1995, sulla base di resti fossili ritrovati nella formazione Casa Grande nella provincia di Jujuy, in Argentina, in terreni risalenti al Mustersano (Eocene medio). Martinmiguelia è considerato il più antico e arcaico tra i leontiniidi, un gruppo di tossodonti dalle forme relativamente pesanti e dalla corporatura massiccia. Un altro leontiniide eocenico affine a Martinmiguelia è Coquenia; affine a questi due animali era Elmerriggsia dell'Oligocene.